# Flughafen Mostar

i8
i11
i13
Der Flughafen Mostar (bosnisch Međunarodni aerodrom Mostar; kroatisch Međunarodna Zračna Luka Mostar; serbisch Међународни аеродром Мостар, IATA-Code: OMO, ICAO-Code: LQMO) ist ein internationaler Flughafen südlich von Mostar in Bosnien und Herzegowina.

## Geschichte
Der Flughafen wurde 1930 gebaut und diente zunächst nur der Luftwaffe der Jugoslawischen Volksarmee und dem in Mostar gelegenen Militärflugzeughersteller Soko. 1965 wurde er für den zivilen Luftverkehr innerhalb des ehemaligen Jugoslawien geöffnet. Vor den Olympischen Winterspielen 1984 erhielt der Flughafen den Status eines Internationalen Flughafens, um den Flughafen Sarajevo zu entlasten.
Seitdem stieg die Fluggastanzahl bis 1989 stetig an, als der Flughafen 86.000 Passagiere verzeichnete und man mit einer Passagierzahl von 100.000 für das Jahr 1990 rechnete, was aber nicht erreicht wurde. Aufgrund des beginnenden Bosnienkrieges fand der letzte zivile Flug im November 1991 statt.
Seit dem Kriegsende im Jahr 1995 wird er von der Schutztruppe der Vereinten Nationen in Bosnien und Herzegowina genutzt, damals noch den IFOR und heute den EUFOR.
Der Flughafen wurde am 7. Juli 1998 durch den Hohen Repräsentanten für Bosnien und Herzegowina Carlos Westendorp für den zivilen Luftverkehr wiedereröffnet, nachdem mit Hilfe von EU-Geldern das ausgebrannte und zerstörte Terminal wieder aufgebaut wurde. Dadurch wurde auch der nur 20 Kilometer südwestlich gelegene Pilgerort Međugorje wieder an den internationalen Flugverkehr angebunden, nachdem dafür seit 1991 hauptsächlich die Flughäfen Split und Dubrovnik in Kroatien genutzt worden waren.
Neben Croatia Airlines, welche Mostar zwei Mal wöchentlich von Zagreb aus bediente, wurden auch zwei Ziele im deutschsprachigen Raum bedient. Eurowings flog ein Mal wöchentlich von Düsseldorf und zwei Mal wöchentlich von Stuttgart in die herzegowinische Stadt. 2020 wurde der Flugbetrieb komplett eingestellt.

## Eigentümerstruktur
Die Eigentümergesellschaft des Flughafens Mostar ist "Javno poduzeće „Međunarodna zračna luka – Aerodrom Mostar“ d.o.o. Mostar". Die Eigentümer der 2021 neugegründeten Eigentümergesellschaft sind die Stadt Mostar zu 85 % und der Flughafen Zagreb (Zračna luka Zagreb d.o.o. RH) zu 15 %.

## Zwischenfälle
- Am 25. August 1962 wurde mit einer Douglas DC-3/C-47A-30-DL der jugoslawischen Jugoslovenski Aerotransport (JAT) (Luftfahrzeugkennzeichen YU-ABH) eine Notlandung auf der Bergkette Prenj durchgeführt, 28 Kilometer nördlich des Startflughafens Mostar. Auslöser war ein Triebwerks-Leistungsverlust. Kurz nach der Evakuierung des Flugzeugs ging es in Flammen auf und brannte aus. Alle 32 Insassen, vier Besatzungsmitglieder und 28 Passagiere, überlebten den Unfall.[3]

- Am 26. Februar 2004 wurde eine Beechcraft King Air B200 der Regierung von Bosnien und Herzegowina (Z3-BAB) auf dem Flug von Skopje nach Mostar etwa 10 Kilometer südsüdöstlich des Flughafens Mostar gegen einen Berg geflogen. Bei diesem CFIT (Controlled flight into terrain) wurden alle neun Personen an Bord getötet, zwei Besatzungsmitglieder und 7 Passagiere, darunter der mazedonische Staatspräsident Boris Trajkovski.[4]